# Andrzej Piesiak
Andrzej Marian Piesiak (ur. 11 lutego 1954 w Zielonej Górze) – polski polityk, inżynier, senator I i II kadencji.

## Życiorys
Ukończył w 1980 studia na Wydziale Elektroniki Politechniki Wrocławskiej, specjalizując się w telekomunikacji. Od 1980 zaangażował się w tworzenie struktur Solidarności w województwie jeleniogórskim, pełnił funkcję przewodniczącego zarządu regionu związku. W stanie wojennym internowany w nocy z 12 na 13 grudnia, zwolniony dopiero 8 grudnia 1982. Jest autorem opracowania Opis wydarzeń w obozie internowanych WZK w Kwidzynie w dniu 14 sierpnia 1982. Internowany był także w Strzebielinku, Kamiennej Górze, Głogowie, Gębarzewie.
W latach 1989–1993 był senatorem I (z ramienia Komitetu Obywatelskiego) i II kadencji (z ramienia Kongresu Liberalno-Demokratycznego). W 1994 objął stanowisko prezesa spółki prawa handlowego WEST w Jeleniej Górze.
Organizował struktury Kongresu Liberalno-Demokratycznego w województwie jeleniogórskim i był przewodniczącym zarządu wojewódzkiego partii. W 2001 został pełnomocnikiem Platformy Obywatelskiej w okręgu legnicko-jeleniogórskim. Bezskutecznie ubiegał się z ramienia własnego komitetu wyborców (z poparciem PO) o mandat senatora w wyborach uzupełniających w 2004.
W 2012 odznaczony Krzyżem Oficerskim Orderu Odrodzenia Polski. W 2016 otrzymał Krzyż Wolności i Solidarności.